# Tosh Hammed
Tosh Hammed (eigentlich George Paxton, * September 1893; † 1953 in New York City) war ein US-amerikanischer Musiker (Geige), Songwriter und Entertainer.
Tosh Hammed trat um 1911 als Musiker mit einer einsaitigen Geige auf. In den 1910er-Jahren tourte er entlang der Ostküste der Vereinigten Staaten, trat u. a. in Boston auf und im Januar 1914 im Lafayette Theater in Harlem. 1921 schrieb er mit Harrison Godwin Smith (Text) „I Wonder Where My Sweet Sweet Daddy’s Gone“, der u. a. von Marion Harris aufgenommen wurde, außerdem „The Turtle Walk“ und „I Wanna Hot Dog for My Roll“ (mit Clarence Williams). 1926/27 trat er mit The Five Crackerjacks und Eddie Heywood auf; 1927 nahm er für Okeh Records mit dem Vokal-Duo Butterbeans and Susie auf. In den folgenden Jahren nahm er als One String Willie für Columbia Records als Begleiter von Lionel O. Licorish auf. In einer Revue in Chicagos Plantation Club spielte er an der Seite von King Oliver and his Dixie Syncopators. 1935 gastierte er im  New Yorker Apollo Theater. Er tourte 1936/37 mit einer Truppe namens The Five Ebonites durch Europa; 1940 trat er im New Yorker West End Theater auf. Ab 1943 betätigte er sich vorwiegend als Arrangeur und Songwriter.
1944 hatte er einen Auftritt im Soundie Dance Your Old Age Away, in dem Hammed laut Billboard „singt und erstaunliche Akrobatik“ vorführt. Des Weiteren nahm er für kleinere Labels auf, u. a. 1947 mit der Frauen-Vokalband Chic-Chocs sowie unter eigenem Namen als „Tosh (One-String Willie) and his Jivesters“. Außerdem trat er in der Milton Berle Show auf. Anfang 1953 starb Hammed an den Folgen eines Sturzes in New York City.